# Cesare Barlacchi
Cesare Barlacchi war ein italienischer Opern- und Filmregisseur.

## Leben
Barlacchi wurde zunächst als Inszenator lyrischer Opern bekannt, der vor allem in der zweiten Hälfte der 1930er Jahre Erfolge erzielte und sich nach dem Zweiten Weltkrieg für einige Zeit der Filmregie zuwandte. Bereits in den 1940er Jahren hatte er bei Dokumentationen Regie geführt; 1946 drehte er den ersten Spielfilm, dem im folgenden Jahrzehnt vier weitere folgten. Auch hier blieb er seiner früheren Profession verhaftent. Bei insgesamt dreien schrieb er auch das Drehbuch. Sie blieben allesamt Misserfolge und erhielten nur regionale Distribution. Noch 1969 war er als Bühnenproduzent von Opern aktiv, so bei einer Inszenierung von Saverio Mercadantes La vestale.

## Filmografie
- 1946: L'ombra della valle
- 1952: La faviorita
- 1952: La sonnambula
- 1954: Tormento d'anime
- 1958: La cortina di cristallo